# Plaxopsis sjostedti
Plaxopsis sjostedti är en stekelart som beskrevs av Szepligeti 1905. Plaxopsis sjostedti ingår i släktet Plaxopsis och familjen bracksteklar. Inga underarter finns listade i Catalogue of Life.